# Žamarpa

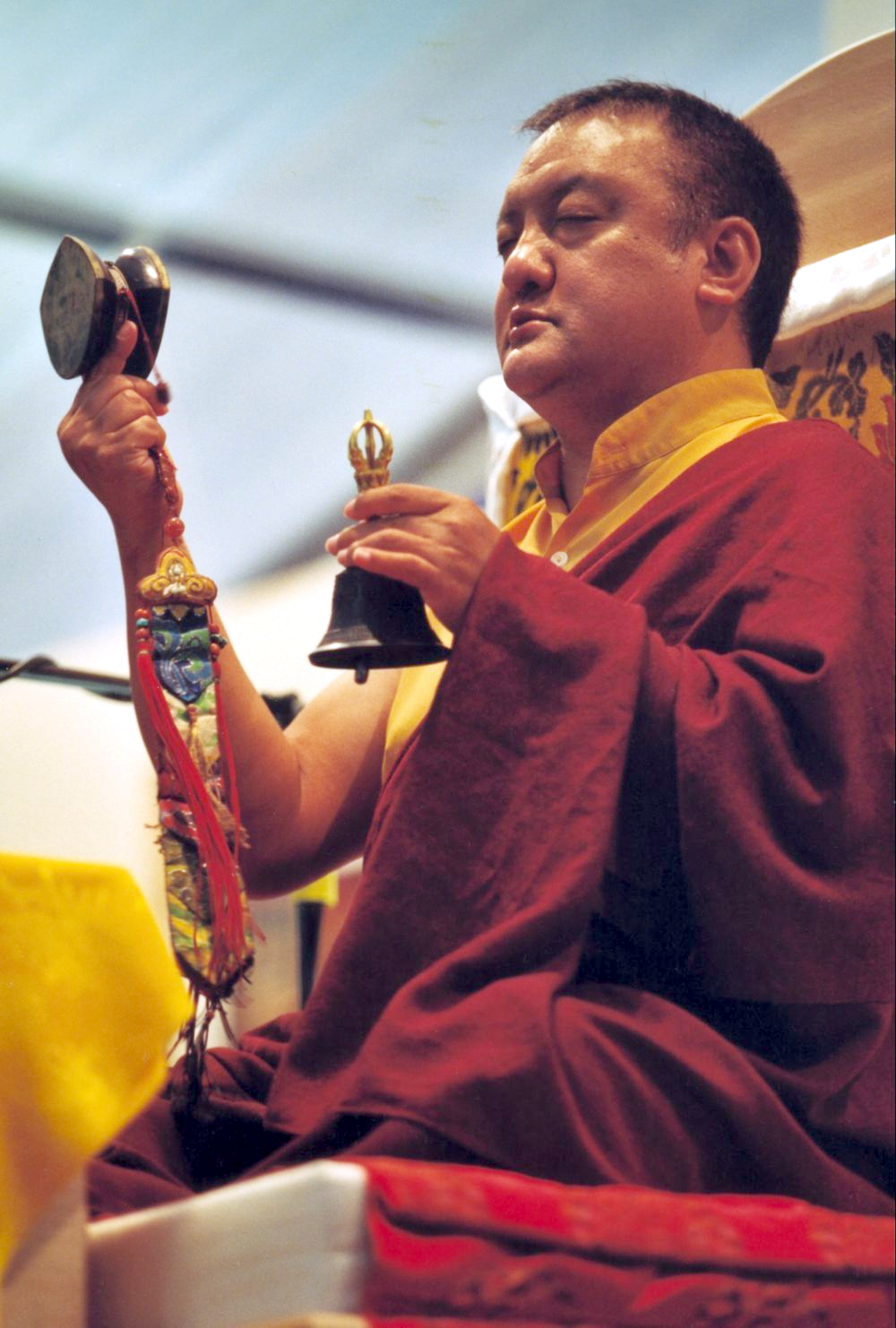
Žamarpa v Kasselu

Žamarpa (tibetsky ཞྭ་དམར་པ, moderní výslovnost "šamarpa", a proto někdy též v češtině psáno šamarpa), také známý jako žamar rinpočhe je významný lama a držitel linie Karma Kagjü tibetského buddhismu. Slovo žamarpa v překladu znamená „držitel červené koruny“ (z tibetského ཞྭ་ ža, "klobouk, čepice" དམར་ mar, "červený"). Slovo rinpočhe, které se k oslovení někdy přidává, znamená v překladu „velevzácný“ či „ctihodný“ a bývá používán i k oslovení lámů obecně.
V tibetském překladu mahájánové Bhadra-kalpika sútry (sútra Dobrá kalpa) je uvedena tato předpověď: „V budoucnosti přijde mahábódhisattva (tj. velký bódhisattva) s rubínově červenou korunou, který vyvede davy trpících z jejich stále se opakujícího zmatku a strádání – ze sansáry.” Proroctví, jehož autorem je podle mahájánové tradice samotný Buddha, se tak mělo naplnit v osobě žamarpy. Tento bódhisattva je v Tibetu známý jako tathágata Könčhog Jönlag, neboli “karmapa s červenou korunou.”
Druhý karmapa Karma Pakši prorokoval, že “Budoucí karmapové se budou projevovat ve dvou formách nirmánakáji.” Na absolutní úrovni mysli jsou tyto formy nezměrné a nevymezitelné, ne však oddělené či zcela nesouvisející. Žamarpa je jednou ze dvou forem fyzické existence karmapy.
Třetí karmapa Rangdžung Dordže daroval prvnímu žamarpovi Khädubovi Dagpa Sengemu červenou korunu. Toto gesto bylo uznáním, že tento příkladný žák nemá v realizaci a schopnostech sobě rovného a že se v každém ohledu vyrovná karmapovi. Červená koruna žamarpy je identická s karmapovou černou korunou. 
Více informací o současném žamarpovi pod heslem Mipham Čhökji Lodrö.

## Linie žamarpů
1. Khädub Dagpa Senge, 1283–1349
2. Khäčhog Wangpo, 1350–1405
3. Čhöpal Ješe, 1406–1452
4. Čhökji Dagpa Ješe Pal Zangpo, 1453–1524
5. Könčhog Jönlag, 1526–1583
6. Mipham Čhökji Wangčhug, 1584–1630
7. Ješe Ňingpo, 1631–1694
8. Palčhen Čhökji Döndub, 1695–1732
9. Könčhog Džungnä, 1733–1741
10. Mipham Čhödub Gjamccho, 1742–1792
11. z politických důvodů žádné formální uznání
12. Džamjang rinpočhe, cca 1880–1947
13. Thinlä Künčhub, 1948–1950
14. Mipham Čhökji Lodrö, 1952–2014